# Evguenia Obraztsova
Pour les articles homonymes, voir Obraztsova.
Scènes principales
Théâtre Bolchoï
Opéra national de Paris
Théâtre Mariinsky
Evguenia Viktorovna Obraztsova (en russe : Евге́ния Ви́кторовна Образцо́ва), née le 18 janvier 1984 à Léningrad, est une danseuse russe.
Elle est étoile du Ballet du Bolchoï. Entre 2008 et 2011, elle était première soliste du Ballet du Mariinsky.

## Les débuts
Sa mère apprend la danse au sein de l'École de ballet de Perm, avant d'étudier sous la houlette de l'étoile Natalia Doudinskaïa et d'entrer dans le corps de ballet du Théâtre Moussorgski.
Evguenia Obraztsova, héritière d'une famille de danseurs, se découvre très tôt des talents pour cet art et passe avec succès l'examen d'entrée à l'École Vaganova, qui forme les futurs danseurs du Ballet du Mariinsky.
Elle en sort diplômée en 2002, après avoir étudié avec Marina Vassilieva, pour intégrer la compagnie dont elle gravit rapidement les échelons, protégée et dirigée par une ancienne étoile pour laquelle elle éprouve beaucoup d'admiration et de reconnaissance, la célèbre Ninel Kourgapkina.
Pour l'anecdote, Evguenia Obraztsova apprendra via un livret de spectacle qu'elle avait été nommée coryphée ; personne de l'administration du Théâtre Mariinsky ne l'avait informée de sa promotion.

## Un talent reconnu et demandé
Dès 2003, elle est la plus jeune danseuse de l'histoire du Mariinsky à interpréter le rôle de Juliette dans Roméo et Juliette.
Durant la saison 2005/2006, alors qu'Evguenia Obraztsova n'est encore que simple coryphée, elle se voit proposer le premier rôle de trois ballets créés pour elle.
En novembre 2005, Carla Fracci (directrice du ballet de l'Opéra de Rome) l'invite pour interpréter sa Cendrillon.
En mars 2006, Pierre Lacotte la choisit pour le rôle-titre de sa reconstruction du ballet Ondine et, deux mois plus tard, elle retourne à Rome pour danser dans le Faust de Luciano Cannito.
Inspirée par des artistes comme Diana Vichneva, Ouliana Lopatkina ou encore Svetlana Zakharova, Evguenia Obrastzova est reconnue pour ses interprétations sensibles et intelligentes. Elle reçoit de très bonnes critiques de la presse internationale : « Precocious comparisons with the legendary Galina Ulanova, creator of the role, could be heard, but at least here was a performance driven by spontaneity and freshness, and with plenty of talent for genuine, dramatic effect to boast. »
Très demandée, Evguenia Obraztsova est de nouveau distribuée pour le premier rôle d'une recréation, puisque Sergueï Vikharev la veut pour danser dans Le Réveil de Flore, en 2007.
Elle participe également à de nombreuses tournées de la compagnie, que ce soit au Japon, aux États-Unis, en France, en Autriche ou en Israël, ainsi qu'à plusieurs galas internationaux.

## Première soliste du Ballet du Mariinsky
Nommée première soliste en mars 2008, elle est de nouveau plébiscitée l'année suivante pour tenir le rôle principal de la première distribution d'une reconstruction. Il s'agit de Shurale, un ballet de Leonid Jakobson.
En novembre 2009, Evguenia Obraztsova est également invitée par le Royal Ballet à danser Aurore dans leur production de La Belle au bois dormant en partenariat avec David Makhateli.
« Elle est toute vertu dans le rôle, noble, exquise dans sa technique, affichant les brillances de la danse avec un charme naturel, saluant le rôle comme elle salue sa cour avec une aisance radieuse... »
— Critique de Clement Crisp dans le Financial Times. Le 20 novembre 2009 (She is all virtue in the part, noble, exquisite in technique, displaying the dance’s brilliancies with unaffected charm, greeting the role as she greets her court with a radiant ease).
Elle retrouve par la suite ce danseur à l'Opéra de Rome, où elle danse Giselle en février 2010.

## Rencontre de Pierre Lacotte
Après Ondine, Evguenia Obraztsova retrouve le chorégraphe français Pierre Lacotte à l'été 2010.
Celui-ci devient le mentor d'Evguenia Obraztsova.
Elle remplace Isabelle Ciaravola pour le rôle de Constance Bonacieux dans Les Trois Mousquetaires, la nouvelle création de Pierre Lacotte, aux côtés de danseurs comme Mathias Heymann, Mathieu Ganio, Dorothée Gilbert ou Marie-Agnès Gillot.
Quelques mois plus tard, Evguenia Obraztsova danse de nouveau avec Mathieu Ganio, alors qu'ils sont tous deux invités par le Théâtre Stanislavsky pour danser Giselle à Moscou. À noter que c'est dans ce même théâtre qu'elle fera ses débuts dans le rôle principal du Lac des cygnes en 2011.

## Danseuse étoile du Ballet de Bolchoï
Evguenia Obraztsova danse dans le Don Quichotte au Théâtre Bolchoï en octobre 2011.
À l'orée de l'an 2012, elle y est invitée pas moins de trois fois en un mois pour y interpréter La Sylphide, Aniouta et La Belle au bois dormant.
Evguenia Obraztsova est nommée étoile du Ballet du Bolchoï en février 2012.

## Étoile invitée
Evguenia Obraztsova est depuis 2013 étoile invitée au Royal Ballet à Londres,.
Également elle est étoile invitée au American Ballet Theatre.

## Style
Elle est connue pour sa danse légère et précise. Lors d'une invitation à Paris pour danser La Sylphide, le Financial Times note sa maîtrise aussi bien du style russe que du style français : « No other ballerina today so effortlessly masters both the Russian and French styles: her footwork is a wonder of expressive clarity. »
À la même occasion, la critique louera ses qualités d'interprète qui s'accordent très bien au rôle : « Elle en possède l'espièglerie, la fraîcheur mutine et la légèreté. »
Evguenia Obraztsova est particulièrement reconnue pour son interprétation du rôle de Juliette, qu'elle danse depuis ses 18 ans et qui est l'un de ses rôles favoris,,,.

## Saison 2014-2015
Elle interprète les 16, 21 et 25 mars 2015 au Royal Opera House, Covent Garden, les rôles d'Odette et Odile dans Le Lac des cygnes aux côtés de Steve McRae.
Le 18 juin 2015 elle danse au Metropolitan Opera, New York, le rôle de Juliette dans Romeo et Juliette.

## Au cinéma
Dans  Les Poupées russes, un film de Cédric Klapisch de 2005, Evguenia Obraztsova interprète le rôle de Natacha, un rôle très proche de sa propre vie puisqu'il s'agit du rôle d'une jeune coryphée du Théâtre Mariinsky (elle est d'ailleurs filmée en train de danser l'un des quatre petits cygnes du Lac des Cygnes). Elle n'a passé aucune audition pour ce film, puisqu'elle a été repérée par hasard par Cédric Klapisch alors qu'il venait visiter le théâtre Mariinsky pour le futur tournage. Elle est aussi à l'affiche en 2008 du film Ballerina, documentaire de Bertrand Normand qui explore le quotidien artistique de danseuses comme Ouliana Lopatkina, Svetlana Zakharova ou Diana Vichneva.

## Vie privée
Evguenia Obraztsova a entretenu une relation avec Vladimir Shklyarov, lui aussi premier soliste de la compagnie du Théâtre Mariinsky et premier Prix du Concours international de ballet de Moscou 2009.

## Récompenses
- 2002 : Médaille d'or du Prix Vaganova de Saint-Pétersbourg
- 2005 : Grand prix du Concours international de ballet de Moscou
- 2006 : Prix Léonide Massine en Italie
- 2007 : Masque d'or de la meilleure danseuse pour Ondine de Pierre Lacotte
- 2009 : Étoile du Prix Esprit de la Danse

## Répertoire
- Ondine : Ondine
- Roméo et Juliette : Juliette
- Le Corsaire : trio des Odalisques
- Apollon musagète : Terpsichore
- La Belle au bois dormant : Princesse Aurore, Fée Générosité
- Le Bourgeois gentilhomme : Nicole
- Don Quichotte : Kitri, Amour
- Carnaval de Venise : Colombine
- Shurale : Siyumbike
- La Fontaine de Bakhtchisaraï : Marie
- La Sylphide : la Sylphide
- La Légende de l'amour : Chirine
- Cendrillon : Cendrillon
- Le Réveil de Flore : Flore
- Casse-noisette : Macha, Fée Dragée
- Le Lac des cygnes : Odette/Odile, un petit cygne
- Faust : Margherita
- Giselle : Giselle
- Le Petit cheval bossu : la Tsar-Demoiselle
- Petrouchka : la Ballerine
- Les Trois Mousquetaires : Constance
- Aniouta : Aniouta

## Filmographie
- Don Quichotte, avec Olesia Novikova, Leonid Sarafanov, Alina Somova et les danseurs du Ballet du Mariinsky
- Le Lac des Cygnes, avec Ouliana Lopatkina, Danila Korsuntev, Olesia Novikova et les danseurs du Ballet du Mariinsky
- Marco Spada, chorégraphié de Pierre Lacotte, avec David Halberg, Semyon Chudin and Olga Smirnova et les danseurs du Ballet du Bolchoï, 126 min
- 2005 : Les Poupées russes, de Cédric Klapisch, avec Romain Duris, Cécile de France, Kelly Reilly, 125 min
- 2019 : Le Français (Француз) d'Andreï Smirnov